# Ямада Фукі
Ямада Фукі (яп. 山田 楓喜, нар. 10 липня 2001) — японський футболіст, півзахисник клубу «Токіо Верді».
Виступав за олімпійську збірну Японії.

## Клубна кар'єра
Народився 10 липня 2001 року. Вихованець футбольної школи клубу «Кіото Санга». Дорослу футбольну кар'єру розпочав 2020 року в основній команді того ж клубу, в якій провів три сезони, взявши участь у 31 матчі чемпіонату. 
На початку 2024 року був орендований клубом «Токіо Верді».

## Виступи за збірні
2016 року дебютував у складі юнацької збірної Японії (U-15), загалом на юнацькому рівні взяв участь у 2 іграх, відзначившись одним забитим голом.
Протягом 2022–2024 років залучався до складу молодіжної збірної Японії. На молодіжному рівні зіграв у 19 офіційних матчах, забив 2 голи.
У складі олімпійської збірноїЯпонії — учасник футбольного турніру на Олімпійських іграх 2024 року в Парижі.